# Lili Caneças
 (février 2025).
Si vous disposez d'ouvrages ou d'articles de référence ou si vous connaissez des sites web de qualité traitant du thème abordé ici, merci de compléter l'article en donnant les références utiles à sa vérifiabilité et en les liant à la section « Notes et références ».
Lili Caneças, nom de scène de Maria Alice de Carvalho Monteiro Custódio (Guarda, 4 avril 1944), est une personnalité médiatique portugaise connue pour sa carrière à la télévision et sa participation à des émissions de divertissement.

## Biographie

### Jeunesse et formation
Fille d'un officier de la Marine portugaise (José Albano Custódio), elle a vécu à Vila Franca de Xira et Peniche pendant son enfance. À 17 ans, elle s'est inscrite au cours de philologie germanique à l'Université de Lisbonne, qu'elle a abandonné en troisième année.

### Carrière télévisuelle
Elle a débuté à la télévision en 1960 après avoir remporté un concours de masques au Casino Estoril, interviewée par Henrique Mendes sur RTP. Elle est devenue une figure régulière de la programmation de SIC et TVI à partir des années 2000, se distinguant comme commentatrice dans des émissions telles que :
- O Bar da TV (2001-2003)
- Você na TV! (2004-2020)
- Em Família (2022-2023)

## Vie personnelle
Elle s'est mariée en 1964 avec l'homme d'affaires Álvaro Caneças, dont elle a divorcé en 1981. Après le divorce, elle a fait face à des difficultés financières documentées dans une interview à l'émission Goucha.

## Projets parallèles
- A publié la biographie Cinderela ao Contrário (2006) avec Flávio Furtado
- A participé au clip vidéo Calhambeque (2017) du groupe Dois Brancos & Um Preto